# Un lujo
Un Lujo (estilizado como un Lu*Jo) é um álbum com músicas rancheras da atriz e cantora Lucero e do cantor Joan Sebastian, lançado em 22 de Maio de 2012 pela gravadora Skalona Records.

## Informações
No início da década de 80, tanto Lucero como Joan Sebastian começaram suas carreiras assinando com a antiga gravadora Musart e Sebastian chegou a escrever duas canções para Lucero: "Vendrá" e "Era la Primera Vez" do álbum Un Pedacito de Mí (1986),  "Bailando Con Tu Recuerdo" do álbum Fuego y Ternura (1985) e "Ocho Quince" do álbum Lucerito (1988). Em 1992, Sebastian escreveu a canção "Llorar" para o álbum Lucero de México (1992) da artista. Em 2010, os dois voltam a fazer parceria gravando a canção "Golondrinas Viajeras" para a telenovela Soy tu Dueña, em que Lucero foi a protagonista e que posteriormente, seria incluído no álbum Huevos Rancheros de Sebastian, lançado em 2011. Para Un Lujo, Sebastian escreveu e compôs todas as canções do álbum, sendo quatro interpretadas por ele ("Diséñame", "Un Beso al Mundo", "Un Vestido de Besos" e "Díganle"), outras quatro por Lucero ("La Doma", "Alma Enamorada", "Adicta" e "Jardinera") e mais três pelos dois ("Caminar Contigo", "Escándalo Social" e "Desliz").

## Lançamentos
Em Março de 2012, no período em que gravava a novela Por Ella... Soy Eva, Lucero gravou e lançou a canção "No Me Dejes Ir", que faria parte da trilha sonora da novela e anunciou que estava trabalhando em um novo álbum que se chamaria Lujo e que seria em parceria com Joan Sebastian. Em Maio, foi anunciado que o álbum se chamaria Un Lujo, iniciais de Lucero e Sebastian e de acordo com este, o álbum representa a admiração e carinho que ambos sentem um pelo outro.

## Faixas
| N.º            | Título                | Compositor(es) | Intérprete(s)         | Duração |  |
| 1.             | "Caminar Contigo"     | Joan Sebastian | Lucero Joan Sebastian | 3:20    |  |
| 2.             | "La Doma"             | Sebastian      | Lucero                | 2:57    |  |
| 3.             | "Diséñame"            | Sebastian      | Sebastian             | 3:04    |  |
| 4.             | "Alma Enamorada"      | Sebastian      | Lucero                | 2:58    |  |
| 5.             | "Un Beso al Mundo"    | Sebastian      | Sebastian             | 3:13    |  |
| 6.             | "Escándalo Social"    | Sebastian      | Lucero Sebastian      | 3:17    |  |
| 7.             | "Adicta"              | Sebastian      | Lucero                | 3:05    |  |
| 8.             | "Un Vestido de Besos" | Sebastian      | Sebastian             | 2:59    |  |
| 9.             | "Jardinera"           | Sebastian      | Lucero                | 2:58    |  |
| 10.            | "Díganle"             | Sebastian      | Sebastian             | 3:52    |  |
| 11.            | "Desliz"              | Sebastian      | Lucero Sebastian      | 3:15    |  |
| Duração total: | Duração total:        | Duração total: | Duração total:        | 35:08   |  |

## Singles
A canção "Diséñame" alcançou a 31ª posição na Hot Latin Songs e a 13ª na Regional Mexican Airplay. Já "Caminar Contigo" alcançou a 18ª posição na Hot Latin Songs e a sétima na Regional Mexican Airplay.
| #  | Título            | EUA | REG MEX |
| -- | ----------------- | --- | ------- |
| 1. | "Diséñame"        | #31 | #13     |
| 2. | "Caminar Contigo" | #18 | #7      |

## Prêmios e indicações
Em 2013, Un Lujo foi indicado ao Billboard Mexican Music Awards na categoria "Álbum Rachero/Mariachi do Ano". Ironicamente, foi derrotado pelo álbum 13 Celebrando el 13, também de Joan Sebastian.

## Charts
Un Lujo entrou na Billboard Top Latin Albums, ficando por duas semanas e alcançando a quarta posição. Na Billboard Regional Mexican Albums, ficou por duas semanas alcançando a primera posição.
| Chart (2012)                      | Posição |
| --------------------------------- | ------- |
| Billboard Regional Mexican Albums | 1       |
| Billboard Top Latin Albums        | 4       |
| México (AMPROFON Top 100)         | 3       |

| Chart (2012)                      | Posição |
| --------------------------------- | ------- |
| Billboard Regional Mexican Albums | 15      |
| Billboard Top Latin Albums        | 41      |